# Jaszilkul
Jaszilkul (tadż. Яшилкӯл) – jezioro osuwiskowe w Tadżykistanie, w Górskim Badachszanie, położone w Pamirze. Jego powierzchnia wynosi 35,6 km², a głębokość – 52 m. Leży na wysokości 3734 m n.p.m. Jezioro zasilane jest przez śnieg i lodowce. BirdLife International uznaje obszar Jaszilkul, wraz z jeziorem Bulunkul, za ostoję ptaków IBA.